# Vinilditiini
I vinilditiini, chiamati più precisamente 3-vinil-4H-1,2-ditiino e 2-vinil-4H-1,3-ditiino, sono composti fitochimici organosolforici (o zolforganici) derivanti dalla rottura dell'allicina, un composto zolforganico che si viene a creare nell'aglio (Allium sativum) tagliato o pestato. In particolare, i vinilditiini sono dimeri di Diels-Alder della tioacroleina, H2C=CHCH=S, una sostanza formatasi dalla decomposizione dell'allicina. Tra i vari derivati dell'aglio, i vinilditiini sono presenti solo nei macerati oleosi di aglio, prodotti a partire da bulbi di aglio ridotti in purea e lasciati poi macerare in oli alimentari (solitamente olio d'oliva).

## Struttura e presenza in natura
Quando un bulbo di aglio viene rotto, si ha il rilascio dell'alliina, il solfossido della cisteina, che reagisce con l'enzima alliina liasi (o alliinasi), presente nei vacuoli cellulari adiacenti, portando alla formazione per idrolisi di intermedi reattivi (acidi solfenici come l'acido allilsolfenico) che si autocondensano velocemente a formare vari tiosulfonati, dei quali mediamente il 70% è rappresentato dall'allicina.
L'allicina è però instabile, ha infatti un'emivita di circa 16 ore a temperatura ambiente, e si decompone quindi in altri composti organosolforici. Se tale decomposizione avviene in presenza di oli alimentari o solventi organici, tra i vari composti formati sono presenti anche i vinilditiini isomerici e l'ajoene. Come mostrato nello schema, l'allicina (1) si decompone in acido 2-propensolfenico (2) e tioacroleina (3). Il composto 2 riforma quindi l'allicina mentre il 3 porta alla formazione dei dimeri di Diels-Alder 3-vinil-4H-1,2-ditiino (4) e 2-vinil-4H-1,3-ditiino (5).
Uno spicchio d'aglio fresco pesa in media circa 2-4 g e contiene circa 2,5-4,5 mg di allicina per grammo.

## Potenziali benefici per la salute
Sono state svolte diverse ricerche circa un possibile ruolo dei vinilditiini nel prevenire malattie cardiovascolari in qualità di antiossidanti. Nei primi anni ottanta era stato infatti notato che le persone residenti nel bacino del Mediterraneo erano soggette ad un minor rischio di ammalarsi di quel tipo di malattie. Dato il largo impiego di aglio nella tipica dieta mediterranea, era stato quindi ipotizzato che le sostanze chimiche in esso presenti potessero giocare un ruolo fondamentale nel mantenere basso il suddetto rischio apportando benefici al sistema cardiovascolare.
Dopo una serie di ricerche inerenti alla funzione dell'aglio nel controllo dei livelli di colesterolo nel sangue, si è giunti alla conclusione che i vinilditiini hanno un effetto minimo, se non nullo, sul contenuto di lipidi del sangue Altri studi hanno però mostrato come i viniltidiini derivanti dall'aglio abbassino significativamente il verificarsi di aggregazioni di piastrine. I benefici dei vinilditiini al sistema cardiovascolare potrebbero quindi venire da questa loro proprietà, dato che tale riduzione può risultare in una riduzione del rischio di infarto miocardico o di ictus ischemico.
 I benifici di questi composti non sarebbero però finiti qua, oggi è noto, infatti, che il solfuro di idrogeno svolge effetti cardioprotettivi nei casi di ischemia, dovuti alle sue funzioni di mediatore endogeno, soprattutto attraverso una riduzione del tasso del metabolismo cellulare e la funzionalità di ditioacetale dei vinilditiini geminali può portare, attraverso un processo di idrolisi, al rilascio di piccole ma biologicamente importanti quantità proprio di solfuro di idrogeno. Inoltre, è noto che i composti organosolforici bivalenti come i vinilditiini riducono lo stress ossidativo attraverso un processo radicale, fatto che potrebbe anch'esso essere di rilevante importanza nella protezione del sistema cardiovascolare.
È stato verificato che l'ingestione di cibi contenenti vinilditiini o altri composti organosolforici può ridurre il rischio di cancro allo stomaco e del colon. Sembra inoltre che il 2-Vinil-4H-1,2-ditiino in particolare abbia un'attività inibente verso la formazione degli idroperossidi derivanti dalla perossidazione lipidica delle lipoproteine a bassa densità umane, il che si potrebbe tradurre in un effetto ritardante sull'invecchiamento delle cellule e sull'insorgere delle malattie più o meno gravi ad esso conseguenti.
Un copolimero del 2-vinil-4H-1,2-ditiino e dell'N-vinilpirrolidone è stato brevettato come polimero biocompatibile con proprietà antitrombogeniche ed antibiotiche.